# Kim Min-ju
Dans ce nom coréen, le nom de famille, Kim, précède le nom personnel.
Kim Min-ju (hangeul: 김민주), née le 5 février 2001 à Séoul, est une actrice et chanteuse sud-coréenne. Elle se fait connaitre auprès du grand public en tant que membre du girl group nippo-sud-coréen Iz*One formé en 2018.

## Biographie
En juin 2016, Kim Min-ju fait sa première apparition en tant qu'actrice dans le second épisode de la web série Immortal Goddess. En mars 2018, elle interprète la version jeune de Choi Su-ji dans la série télévisée Tempted de MBC.
En juin 2018, Kim Min-ju participe à l'émission de survie Produce 48 de Mnet et y représente son agence Urban Works. Elle terminera onzième au classement final, ce qui lui permettra de finalement faire ses débuts au sein du groupe nippo-sud-coréen Iz*One. Elle promouvra alors en tant que membre du groupe pendant deux ans et demi, jusqu'à sa dissolution en avril 2021.
À la suite de la dissolution d'Iz*One, Kim Min-ju a annoncé son intention de poursuivre sa carrière d'actrice. En septembre 2022, elle rejoint l'agence de gestion d'acteurs Management SOOP.
En décembre 2022, elle remporte le prix de la meilleure nouvelle actrice de l'année pour son rôle de Ahn Ja-yeon dans la série télévisée The Forbidden Marriage aux MBC Drama Awards.
De juin 2020 à janvier 2023, Kim Min-ju est co-présentatrice l'émission musicale Show! Music Core de MBC.
En 2024, Kim Min-ju obtient le rôle de Seo Ga-eul dans le film Hear Me: Our Summer. Il s'agit d'un remake du film taïwanais Hear Me sortie en 2009. Un mois après sa sortie, Hear Me: Our Summer comptabilise 787 640 entrées au box-office sud-coréen.

## Discographie

### Bandes originales
| Année | Titre                  | Album                      |
| ----- | ---------------------- | -------------------------- |
| 2019  | Christmas (크리스마스) | The Fault Is Not Yours OST |

## Filmographie

### Films
| Année | Titre                  | Titre original        | Réalisateur   | Rôle       | Note(s)        | Réf.   |
| ----- | ---------------------- | --------------------- | ------------- | ---------- | -------------- | ------ |
| 2019  | The Fault Is Not Yours | 어제 일은 모두 괜찮아 | Lee Seong-han | Soo-yeon   | Rôle principal | [ 9 ]  |
| 2024  | Hear Me: Our Summer    | 청설                  | Cho Sun-ho    | Seo Ga-eul | Rôle principal | [ 10 ] |

### Séries
| Année   | Titre                  | Titre original           | Chaîne   | Rôle               | Note(s)         | Réf.   |
| ------- | ---------------------- | ------------------------ | -------- | ------------------ | --------------- | ------ |
| 2016    | Immortal Goddess       | 불멸의 여신              | Naver TV | Vampire            | Caméo (ép. 2)   | [ 1 ]  |
| 2018    | Tempted                | 위대한 유혹자            | MBC      | Choi Su-ji (jeune) | Rôle secondaire | [ 2 ]  |
| 2019    | A-Teen 2               | 에이틴 시즌2             | Naver TV | Une employée       | Caméo (ép. 11)  | [ 11 ] |
| 2022    | The Forbidden Marriage | 금혼령, 조선 혼인 금지령 | MBC      | Ahn Ja-yeon        | Rôle secondaire | [ 12 ] |
| 2024    | Connection             | 커넥션                   | SBS      | Oh Yun-jin (jeune) | Rôle secondaire | [ 13 ] |
| 2025    | Undercover High School | 언더커버하이스쿨         | MBC      | Lee Ye-na          | Rôle secondaire | [ 14 ] |
| À venir | Shining                | 샤이닝                   | ?        | Mo Eun-ah          | Rôle principal  | [ 15 ] |

### Émissions de divertissement
| Année     | Titre                    | Titre original | Chaîne | Note(s)           | Réf.   |
| --------- | ------------------------ | -------------- | ------ | ----------------- | ------ |
| 2020–2023 | Show! Music Core         | 쇼! 음악중심   | MBC    | Présentatrice     | [ 16 ] |
| 2021      | Where Is My Destination? | 구해줘! 숙소   | MBC    | Membre du casting | [ 17 ] |
| 2022      | Get It Beauty            | 겟잇뷰티       | tvN D  | Animatrice        | [ 18 ] |